# Thermonectus circumscriptus
Thermonectus circumscriptus là một loài bọ cánh cứng trong họ Bọ nước. Loài này được Latreille miêu tả khoa học năm 1809.